# José António da Silva Torres
José António da Silva Torres Ponce de Leão (Santarém, 16 de Março de 1782 — Santarém, 6 de Setembro de 1848), também conhecido por General Torres, primeiro e único barão do Pico do Seleiro e primeiro e único visconde da Serra do Pilar, foi um oficial do Exército Português, onde atingiu o posto de general. Adepto do liberalismo, exerceu importantes funções de comando durante a Guerra Civil Portuguesa e ocupou diversos cargos políticas, entre os quais o de par do reino.

## Biografia
Assentou praça como cadete no Regimento de Cavalaria n.º 1 a 9 de Abril de 1800 e foi sucessivamente promovido a alferes em 1805, a tenente-ajudante em 1809, a capitão em 1810. Neste último posto participou ativamente na Guerra Peninsular, estando presente nas batalhas de Albuera, Salamanca, Vitória e Usagre. O seu desempenho foi considerado como particularmente distinto nas batalhas de Albuera e Vitória.
Em 1814, no final da Guerra Peninsular, foi promovido a major, tendo feito o seu percurso militar até àquele posto sempre no mesmo regimento, o Regimento de Cavalaria n.º 1 em que se alistara em 1800.
Promovido a tenente-coronel em 1820 e a coronel em 1821, aderiu aos ideais do liberalismo, tendo apoiado a Revolução Liberal do Porto de 24 de agosto de 1820 e as movimentações políticas que se lhe seguiram.
Quando a 27 de maio de 1823, D. Miguel saiu de Lisboa rumo a Vila Franca de Xira à frente de uma força militar visando forçar a restauração do absolutismo, nos eventos ficaram conhecidos por Vilafrancada, o coronel Torres, então comandante do Regimento de Cavalaria n.º 2, aquartelado na Praça de Moura, Alentejo, deslocou-se para Santarém a fim de fazer frente às tropas afectas a D. Miguel, o que não aconteceu dado a insurreição ter sido dominada pela intervenção do rei D. João VI.
Contudo, apesar do infante D. Miguel não ter conseguido todos os seus intentos, as Cortes foram dissolvidas e o partido absolutista, embora moderado pelo rei, passou a dominar a cena política. Em consequência de ser considerado liberal, por decreto de 15 de Julho de 1823 foi afastado do seu regimento, passando a coronel do Exército, e nos meses seguintes foi excluído da carreira militar e sofreu perseguições várias, chegando a estar preso no Forte de Peniche.
No ano seguinte, em resultado do golpe de 30 de abril de 1824, que ficou conhecido pela Abrilada, que teve por consequência o exílio de D. Miguel e a recondução dos liberais ao poder, foi reintegrado na carreira militar.
Por decreto de 11 de Setembro de 1826 voltou à arma de Cavalaria, sendo colocado como comandante do Regimento de Cavalaria n.º 8, então aquartelado no Fundão.
Entretanto, a 22 de fevereiro de 1828 o infante D. Miguel regressou do exílio, inicialmente como príncipe-regente em nome de D. Maria II, e o coronel Torres foi imediatamente chamado a Lisboa e deportado para Santarém.
Em junho desse mesmo ano ocorreu na cidade do Porto a revolta que ficaria conhecida pela Belfastada, numa tentativa de evitar que D. Miguel assumisse o trono como rei absoluto. O coronel Torres entrou na conspiração liberal contra o governo de D. Miguel, do qual foi um dos líderes. Com a derrota do lado liberal foi obrigado a exilar-se para Inglaterra, sendo um dos refugiados que partiram do Porto para Plymouth a bordo do vapor britânico Belfast.
Permaneceu pouco tempo em Plymouth, pois desembarcou na ilha Terceira a 30 de Setembro de 1828, na companhia do general Diocleciano Leão Cabreira e de outros oficiais liberais. Esteve assim entre os primeiros socorros que de Inglaterra os chefes liberais emigrados enviam aos revoltosos da Terceira.
Sendo um dos oficiais mais graduados presentes na ilha Terceira em 1828, coube-lhe integrar a Junta Provisória de Angra, presidida pelo general Cabreira. Contudo, a sua tendência para o excessivo rigor no tratamento dos adversários, levou a que mantivesses acesas divergências no seio daquele órgão governativo por entender que Cabreira devia usar de mais vigor e mais castigos públicos para conter a disciplina e chamar os povos à obediência das instituições liberais.
Na primeira semana de outubro de 1828 coube ao coronel Torres comandar as tropas liberais que marcharam de Angra para enfrentar as milícias armadas que se tinham agrupado na freguesia dos Altares, com um acampamento na Arrochela, junto às casas do morgado João Moniz de Sá. Numa das últimas tentativas de resistência dos apoiantes de D. Miguel I de Portugal na ilha Terceira, no dia 1 de Outubro de 1828, João Moniz Corte Real, o líder dos absolutistas terceirenses, recebeu no Porto dos Biscoitos algum armamento proveniente do Faial. Com a ajuda do seu parente, o morgado João Moniz de Sá, residente na Arrochela, transportou o material para uns cerrados sitos na margem esquerda da Ribeira de Lapa, aí assentando acampamento com cerca de 90 milicianos miguelistas.
No dia seguinte, 2 de Outubro, foi enorme a afluência de povo das freguesias do norte e oeste da Terceira, chegando o número dos presentes aos 1 500 homens, armados de espingardas, espadas, chuços, foices e outras armas, um exército que alarmou o poder liberal sediado em Angra. Foram então envidas tropas pela Estrada do Mato para dispersar os amotinados, mas num primeiro recontro travado na Canada do Caldeiro, antes das primeiras casas da freguesia dos Biscoitos, os liberais foram batidos e os seus oficiais aprisionados. Uma segunda força, enviada pela estrada da costa oeste, teve igual sorte junto à igreja dos Altares, tendo o seu comandante fugido a cavalo, apenas para ser capturado na Serreta.
A 2 de Outubro as forças miguelistas avançaram em direcção à então vila da Praia, que nesse dia tomaram sem resistência, e ali proclamaram um governo interino miguelista, em desafio directo à autoridade da recém-instalada Junta Provisória liberal. Perante o desaire das forças anteriormente enviadas, foi o próprio coronel Torres que à frente de um destacamento do Exército avançou pela então Estrada Militar da Achada em direcção à Praia. Junto ao Pico do Seleiro (assim chamado pelo seu antigo proprietário fazer selas), foi emboscado pela milícia comandada por Joaquim de Almeida Tavares do Canto, num recontro que ficaria conhecido pela Batalha do Pico do Seleiro.
A vitória do lado liberal comandado pelo coronel Torres sobre as milícias no Pico do Seleiro, ocorrida a 5 de Outubro de 1828, determinou o colapso final da resistência absolutista na ilha Terceira, confinada a acções de guerrilha cuja frequência foi declinando nos meses seguintes. Apesar do seu incontestável significado político, a vitória liberal ficou ensombrada pelos actos de vandalismo e crueldade praticados na perseguição aos vencidos.
Consciente da importância desta vitória, e certamente orgulhoso dela, Silva Torres em Maio de 1830 requereu à Regência de Angra que a data fosse devidamente assinalada e ele reconhecido como o comandante nesse combate. A Regência satisfez-lhe o requerido, declarando «o Conselheiro José António da Silva Torres, coronel do regimento de Cavalaria 8», como o responsável pela vitória. Com este fundamento, o rei D. Pedro IV, ainda no Porto, por decreto de 4 de Abril de 1833 concedeu-lhe o título de «barão do Pico do Seleiro».
A política de dureza contra os miguelistas advogada pelo coronel Torres levou a que a Junta Provisória demitisse os oficiais suspeitos de parciais aos absolutistas, incluindo alguns que estavam fora da ilha, incluindo o capitão-general Manuel Vieira de Albuquerque Touvar. O historiador Francisco Ferreira Drummond, coevo dos eventos, aponta o coronel Torres como o principal responsável pela incongruência das decisões políticas da Junta Provisória de Angra e a causa do seu fim.
Com a chegada a Angra do conde de Vila Flor, o futuro Duque da Terceira, nomeado como capitão-general, e a consequente dissolução da Junta Provisória, o coronel Silva Torres foi nomeado, por decreto de 1 de Dezembro de 1828, para o cargo de governador do Castelo de São João Baptista. Esta nomeação para um cargo puramente militar limitou a sua influência política, até porque as orientações de Vila Flor eram em sentido contrário aos seus rigores.
Com a criação da Regência de Angra foi nomeado vogal da Junta Consultiva criada a 3 de Junho de 1830. Nas funções de governador do castelo recebeu D. Pedro IV, tendo-lhe oferecido as chaves simbólicas da fortaleza, memória da rendição de 1642, que hoje se encontram em exposição nos Paços do Concelho de Angra do Heroísmo. Com a chegada à ilha Terceira de D. Pedro IV, foi nomeado vogal do Conselho de Justiça que fora criado em Angra.
Governou o Castelo de São João Baptista até 13 de Maio de 1832, data em que foi exonerado por ser nomeado comandante do 1.º Corpo de Cavalaria do Exército Libertador. Nesta ocasião foi promovido ao posto de brigadeiro por decreto assinado por D. Pedro IV.
Ao comando do 1.º Corpo de Cavalaria partiu para Ponta Delgada em junho de 1832 e integrou as forças que a 8 de Julho desse ano de 1832 participaram no desembarque do Mindelo e na tomada da cidade do Porto.
Durante o cerco do Porto, naquela que foi a sua acção militar mais famosa, distinguiu-se no comando da guarnição do Mosteiro da Serra do Pilar, na Serra do Pilar, que defendeu heroicamente do ataque do exército miguelista durante o Cerco do Porto e que lhe valeu, mais tarde, ser elevado a visconde da Serra do Pilar, por decreto da rainha D. Maria II, datado de 1 de Dezembro de 1834. Participou seguidamente nas principais batalhas das Guerras Liberais ao lado de D. Pedro.
Após a tomada da cidade de Lisboa pelo Exército Libertador, a 24 de julho de 1833, governou a Torre de Belém, cargo par o qual foi nomeado a 1 de Novembro de 1833, tendo nesse comando importante papel no repelir das forças absolutistas quando estas pela última vez tentaram o ataque a Lisboa.
Terminada a Guerra Civil, em 1834 foi nomeado comandante da Divisão do Norte e governador das armas das províncias do Douro e Minho. Nesse mesmo ano foi nomeado par do reino, por carta régia de e 1 de Setembro de 1834, passando a integrar a câmara alta das recém-restauradas Cortes. Nessas funções revelou-se um acérrimo defensor da Carta Constitucional, assumindo uma participação activa na política das décadas de 1830 e 1840.
Aquando da Revolução de Setembro, ocorrida a 9 de Setembro de 1836, foi um dos pares do reino que protestou contra a aplicação da Constituição de 1822 e a suspensão da Carta. Também se opôs à promulgação da Constituição Portuguesa de 1838. Em consequência ficou afastada da vida política, tendo apoiado activamente a Revolta dos Marechais, no verão de 1837.
Com o restabelecimento da Carta em 1842 voltou à Câmara dos Pares. Nas Cortes manteria até falecer uma posição activa, sempre na defesa dos princípios da Carta Constitucional.
Em 1845 foi promovido a marechal de campo e, pouco depois, nesse mesmo ano, a tenente-general.
Curiosamente, não se conhece nenhum retrato do General Torres.

## Títulos e honrarias
Em 1828, após a defesa no mosteiro da Serra do Pilar, D. Pedro IV o nomeou general e agraciou-o com o título de Barão do Pico do Seleiro, e agracoiu-o com o grau de cavaleiro da Ordem da Torre e Espada.
Por decreto de 1 de Dezembro de 1834, D. Maria II deu-lhe o título de Visconde da Serra do Pilar.
Foi depois nomeado tenente-rei da Torre de Belém e Marechal de Campo.
A Estação Ferroviária de General Torres, da Linha do Norte, junto à Avenida da República em Vila Nova de Gaia, homenageia José António da Silva Torres.
Em Santarém, sua cidade natal, a praça principal chama-se Praça Visconde Serra do Pilar, por decisão da Câmara Municipal de 29 de agosto de 1883, substituindo as designações tradicionais de "Largo da Praça" ou "Praça do Pelourinho".